# NGC 6153
NGC 6153 is een planetaire nevel in het sterrenbeeld Schorpioen. Het hemelobject werd op 27 mei 1883 ontdekt door de Britse astronoom Ralph Copeland.

## Synoniemen
- PK 341+5.1
- ESO 331-PN6
- AM 1628-400